# صالون العقاد
صالون العقاد هو صالون الأديب عباس محمود العقاد الذي كان يعقد بمنزله بمصر الجديدة اسبوعياً في الفترة الصباحية من يوم الجمعة  ويمتد لعدة ساعات، وكان أوفى من كتب عنه هو أنيس منصور في كتابه (في صالون العقاد كانت لنا أيام).

## موضوعه
كان الصالون مفتوحا بلا تقييد بمعنى المسائل التي تتناول تكون بنت ساعنها وقد تكون ساعات الصالون كلها إجابة عن سؤال واحد

## من رواده
محمد خليفه التونسي، أحمد إبراهيم الشريف، محمد طاهر الجبلاوي، عبد الفتاح الديدي، أنيس منصور، أحمد حمدي إمام، عبد الحي دياب، طاهر الطناحي، عبدالرحمن صدقي، نظمي لوقا، صوفي عبد الله، العوضي الوكيل.